# Carmen Gallo Stegmaier
Carmen Beatriz Gallo Stegmaier (Santiago, 17 de mayo de 1954) es una veterinaria chilena, titulada de la Universidad Austral de Chile en 1977 y PhD (Doctora en filosofía) de la Universidad de Liverpool, Reino Unido (1986). Profesora Titular de la Facultad de Ciencias Veterinarias de la Universidad Austral de Chile, donde trabajó entre 1978 hasta 2019. Su investigación se ha centrado en calidad de alimentos y bienestar animal, temas en los que ha publicado un gran número de artículos científicos y capítulos de libros.

## Biografía

### Investigación
La Dra. Gallo ha publicado más de 100 artículos científicos sobre bienestar de los animales, con especial énfasis en cómo los manejos pueden afectar el bienestar del ganado de carne y repercutir en la calidad del producto. En particular, se ha dedicado a investigar el efecto del transporte de animales, tanto vía terrestre como marítimo, a nivel nacional. Destacan además sus contribuciones en libros especializados en el tema de Bienestar Animal, como su colaboración con Temple Grandin.
Ha liderado varios proyectos con FONDECYT, FIA Archivado el 28 de septiembre de 2020 en Wayback Machine., MECESUP, CONICYT, CORFO y DID-Uach.
Es la creadora y Directora del Programa de Bienestar Animal de la Facultad de Ciencias Veterinarias. Este programa funciona desde 2007, siendo el primero en su tipo en el país y que llevó a la Universidad Austral de Chile a ser líder en este tema a nivel nacional e internacional. Uno de sus logros más importantes es ser la fundadora y coordinadora del Centro Colaborador de la OIE (Organización Mundial de Sanidad Animal) en investigación en bienestar animal Chile-Uruguay en mayo de 2009. Este Centro tiene por objetivo ser referencia para toda América en temáticas de bienestar animal, sumándose a otros centros ubicados en Italia y Nueva Zelanda. En 2013 se unió al Centro Colaborador OIE Chile-Uruguay, la Universidad Nacional Autónoma de México, quedando el Centro Colaborador como tripartito denominado “Centro Colaborador de la OIE para el Bienestar Animal y los Sistemas de Producción Pecuarios”.

### Distinciones
- Premio mejor estudiante de la Escuela de Medicina Veterinaria (1978)
- Distinción de la Sociedad Chilena de Producción Animal (SOCHIPA)
- Docente destacada UACH entregado por la Vicerrectoría de Asuntos estudiantiles
- Reconocimiento del Colegio Médico Veterinario de Chile por su destacado quehacer profesional y aporte científico.
- Reconocimiento por su destacada trayectoria, otorgado por la Universidad Austral de Chile (2019).

## Obras
- Physiological and Behavioural Responses of Cattle to High and Low Space, Feed and Water Allowances During Long Distance Transport in the South of Chile.
- 2019: Long-term hyperalgesia and traumatic neuroma formation in tail-docked lambs.
- 2019: Factors Affecting the Welfare of Calves in Auction Markets.